# Dietmar Mössmer
Dietmar Mössmer (* 10. August 1955 in Zams, Tirol; † 2. Mai 2025) war ein österreichischer Schauspieler und Hörspielsprecher.

## Leben
1979 stand er auf der Bühne des Theaters am Landhausplatz in Innsbruck mit dem Stück Was heißt hier Liebe? vom Berliner Theater Rote Grütze. Danach entschloss sich Mössmer 1980 ein Schauspielstudium am Tiroler Landestheater Innsbruck zu absolvieren. Dort bekam er auch sein erstes Engagement von 1980 bis 1982. Er spielte unter anderem in Viktor E. Frankls metaphysischer Conference Synchronisation in Birkenwald den Paul.
Ruth Drexel holte ihn 1983 ans neu gegründete Münchner Volkstheater, wo er mit Glaube und Heimat von Karl Schönherr in der Rolle des Unteregger debütierte. Es folgten Rollen wie Kalabuschkin in Nikolai Erdmans Der Selbstmörder oder Kammerherr Suppe in Thomas Strittmatters Die Liebe zu den drei Orangen. Bis 1986 blieb Mössmer am Münchner Volkstheater, wobei er zwischenzeitlich (1985/86) in München-Pasing das Theater Viel Lärm um Nichts mitbegründete und dort im gleichnamigen Shakespeare-Stück in einer Doppelrolle den Don John und den Antonio spielte.
1987 folgte eine Spielzeit am Theater im Künstlerhaus Wien. Dort interpretierte er die Rolle des Priesters Nailer in Howard Barkers Das Castell. Von 1988 bis 1991 war Mössmer wieder am Münchner Volkstheater engagiert. In den Sommermonaten von 1982 bis 1990 wirkte er bei den Tiroler Volksschauspielen in Telfs mit, unter anderem als Norg in Felix Mitterers Drachendurst. Im Sommer 2014 spielte er bei den Luisenburg-Festspielen in Wunsiedel in dem Stück Glaube und Heimat.
Parallel zu seiner Bühnenarbeit war Mössmer Sprecher in Hörspielproduktionen des ORF.
Von 2000 bis 2019 spielte Mössmer die Rolle des Sergente Alvise in den Commissario-Brunetti-Krimis der Fernsehserie Donna Leon.
Die erste Kinorolle bekam er 1984 in dem Film Raffl von Christian Berger. Es folgten Filme wie Ludwig 1881, Himmelsheim, Der Fluch, Schön war die Zeit, Der Papagei, Prinzenbad, Kinder der Landstraße, Drei Herren, Feiertag, Drei Stern Rot, Elementarteilchen, Lulu und Jimi, Männerherzen II.
Mössmer, der Vater einer Tochter war, starb am 2. Mai 2025 nach längerer Krankheit im Alter von 69 Jahren.

## Filmografie (Auswahl)
- 1987: Hans im Glück
- 1987: Ein Fall für zwei (Fernsehserie; Folge  Zahltag)
- 1988: Himmelsheim
- 1998–2011: SOKO München (Fernsehserie, verschiedene Rollen, 3 Folgen)
- 1990: Ein Schloß am Wörthersee (Fernsehserie, Folge Adel verpflichtet zu nichts)
- 1991, 1997: Café Meineid (Fernsehserie, verschiedene Rollen, 2 Folgen)
- 1993: Ludwig 1881
- 1993–2000: Der Fahnder (Fernsehserie, verschiedene Rollen, 5 Folgen)
- 1994: Polizeiruf 110 – Bullerjahn (Fernsehreihe)
- 1995: Alle lieben Willy Wuff
- 1995: Balko (Fernsehserie, Folge Die Unschuld vom Lande)
- 1995: Der Alte (Fernsehserie, Folge Das Orakel)
- 1996: Faust (Fernsehserie, Folge Der Goldjunge)
- 1995–1996: Die Fallers – Eine Schwarzwaldfamilie (Fernsehserie, 3 Folgen)
- 1997: Tatort – Liebe, Sex und Tod (Fernsehreihe)
- 1997: Es geschah am hellichten Tag
- 1997: Aus heiterem Himmel (Fernsehserie, 3 Folgen)
- 1998, 2007: Medicopter 117 – Jedes Leben zählt (Fernsehserie, verschiedene Rollen, 2 Folgen)
- 1998: Polizeiruf 110 – Tod und Teufel
- 1998: Der Bulle von Tölz: Der Mistgabelmord
- 1998: Der Clown (Fernsehserie, Folge Dreckiges Geld)
- 1999: Im Namen des Gesetzes (Fernsehserie, Folge Schatten des Todes)
- 1999: Die Kommissarin (Fernsehserie, Folge Abgestempelt)
- 1999: Tatort –  Restrisiko
- 2000: Kommissar Rex (Fernsehserie, Folge Vollgas)
- 2000: SK Kölsch (Fernsehserie, Folge Ich sehe was, was du nicht siehst)
- 2000–2019: Donna Leon → (Fernsehserie siehe Episodenliste)
- 2001: SOKO Kitzbühel (Fernsehserie, Folge Doppelfehler)
- 2001: Polizeiruf 110 – Gelobtes Land
- 2002–2008: Ein Fall für zwei (Fernsehserie, verschiedene Rollen, 3 Folgen)
- 2003: Für alle Fälle Stefanie (Fernsehserie, Folge Bestellte Wahrheit)
- 2003: Der Bulle von Tölz: Der Heiratskandidat
- 2005: Mit Herz und Handschellen (Fernsehserie, Folge Der Kronzeuge)
- 2005: Tatort – Scheherazade
- 2005: Stürmisch verliebt
- 2005: Die Wache (Fernsehserie, Folge Mörderischer Galopp)
- 2006: Elementarteilchen
- 2007, 2011: Die Rosenheim-Cops (Fernsehserie, verschiedene Rollen, 2 Folgen)
- 2007: Rosa Roth – Der Tag wird kommen (Fernsehreihe)
- 2007: Vier Frauen und ein Todesfall (Fernsehserie, Folge Zugeschüttet)
- 2007: Kommissarin Lucas – Das Totenschiff (Fernsehreihe)
- 2008: SOKO Donau (Fernsehserie, Folge Abgestürzt)
- 2009: Der Bergdoktor (Fernsehserie, Folge Wahrheiten)
- 2010: Tatort – Die Heilige
- 2011: Der Kaiser von Schexing
- 2011: Schnell ermittelt (Fernsehserie, Folge Markus Brückner)
- 2011: Heiter bis tödlich: Hubert und Staller (Fernsehserie, Folge Mein lieber Schwan)
- 2012: Polizeiruf 110 – Fieber
- 2013: Die Bergretter (Fernsehserie, Folge Wilde Wasser)
- 2014: Die innere Zone
- 2015: SOKO Stuttgart (Fernsehserie, Folge Todschick)
- 2016: Kommissarin Lucas – Kreuzweg
- 2017: Hubert und Staller (Fernsehserie, Folge Ausgebrannt)
- 2018: Nichts zu verlieren
- 2020: WaPo Bodensee (Fernsehserie, Folge Hart am Wind)
- 2023: Mein Vater, der Esel und ich

## Auszeichnungen
- 2001: Sonderpreis der Jury beim Münchner Filmfest für Feiertag